# Гішам I
Гішам I (*араб. هشام بن عبد الرحمن الداخل‎‎, 26 квітня 757 —12 червня 796) — 2-й емір Кордови у 788-796 роках.

## Життєпис
Походив з династії Омеядів. Син еміра Абдаррахмана I та рабині. Народився у Кордові у 757 році. Про молоді роки та освіту немає відомостей. Успадкував владу після смерті батька у 788 році. Втім того ж року стикнувся з повстанням своїх братів Сулеймана і Абдаллаха, що повстали у Толедо та Валенсії. Їх підтримав муладі Муса ібн-Фортун.
Гішам I швидко прибув з Меріди (був тривалий час валі) до столиці Кордови. Потім за допомогою вірних військовиків до 790 року переміг своїх братів, які вимушені були здатися. Після цього їх емір вислав до Північної Африки. Згодом почалося повстання у верхній течії річки Ебро, яке Гішаму I вдалося придушити за допомогою родини Бану-Касі. У 790 році завершив будівництво мечеті в Кордові.
З 791 року за наказом еміра розпочалися постійні походи проти Астурії. Одне військо очолив Убайда Аллаха Абу-Усман, що рушив до Алави, інший загін — до Галісії, де у битві при річці Пурбаа (Бьєрсо) було завдано рішучої поразки королю Бермудо I. Втім зайняти Бургос не вдалося. Водночас війська емірату рушили до Тортоси і Барселони. У 792 році війська емірату знову сплюндрували Алаву.
У 793 році Гішам I оголосив джихад королівству Франків. Його війська рушили до Каталонії та Лангедоку, але не змогли взяти фортеці Жирони та Нарбонну. Військовик Абд аль-Малік ібн Абд аль-Вахід ібн-Мугхіт зумів завдати поразки франкам на чолі з Вільгельмом Оранським біля міста Каркассон. В подальшому арабам вдалося сплюндрувати Септиманію, але не змогли тут закріпитися. Разом з тим мусульмани здобули велику здобич, з якою повернулися до Кордови. Того ж року інші загони знову атакували Астурію, але зазнали поразки при Луго.
У 794 році емір відправив Абд аль-Маліка ібн-Абд аль-Вахіда та Абд аль-Каріма ібн-Абд аль-Вахіда проти королівства Астурії, які сплюндрували християнські володіння, зокрема захопили місто Ов'єдо, а потім пограбували баскське володіння Алава. У 795—796 роках війська за наказом Гішама I знову грабували Астурію, змусивши короля Альфонсо II тікати до Франкського королівства. У 795 році за наказом еміра було придушено повстання береберів в Ронді.
Помер у 796 році. Його владу успадкував син молодший аль-Хакам I, оскілький старшого Абдул-Маліка за змову проти батька було запроторено до в'язниці, де той й помер.

## Характеристика
В своєму життя намагався наслідувати халіфа Омара II Праведний, прагнуючи встановити ісламський спосіб життя в Кордовському еміраті. Гішам вів простий спосіб життя, не вживав алкоголю та надмірної їжі. Був відомий неупередженою справедливістю. Сприяв поширеню малікізму. При цьому за наказом еміра арабську мову стали викладати в християнських та юдейських освітніх установах, що заклало основу мосарабізму.